# Беранже, Шарль
Шарль Беранже (фр. Charles Béranger; 21 ноября 1816, Севр — 1853, Париж) — французский художник.

## Биография

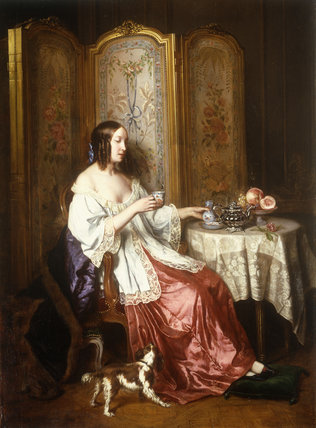
Чашка шоколада, 1844

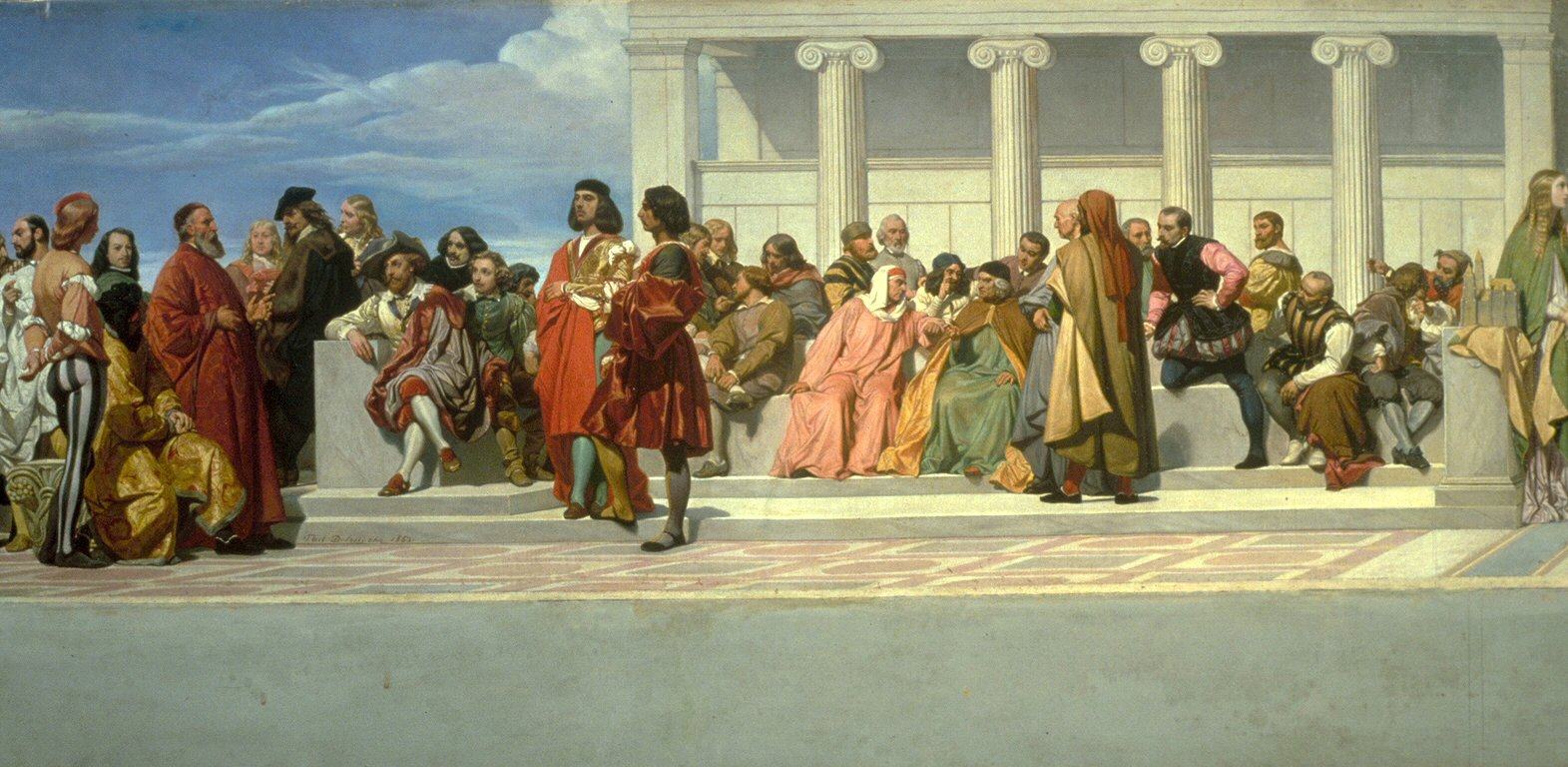
Поль Деларош. Ш. Беранже. Фрагмент «Replica of The Hémicycle». 1853

Родился в Севре, где его отец Антуан Беранже был художником на знаменитой фарфоровой мануфактуре. Известными художниками были также старший брат Жан-Батист Антуан Эмиль Беранже (1814—1883) и сестра Сюзанна Эстель Апойл (Беранже) (1825—1874).
Первые уроки живописи получил у отца. Затем обучался в парижской Школе изящных искусств под руководством Поля Делароша.
Работы Шарля Беранже были отмечены в 1839 году — бронзовой, затем в 1840 — серебряной медалями.
Умер в молодом возрасте в Париже.

## Творчество
Автор жанровых и исторических полотен, портретов.
Одна из самых известных картин ученика Делароша Ш. Беранже — «Replica of The Hémicycle», начатая им в 1841 году, которую учитель завершил после смерти своего ученика в 1853 году. На полотне, украшающем теперь актовый зал Школы изящных искусств в Париже, самой престижной художественной школы Франции, изображены великие художники, скульпторы и архитекторы прошлого с 13-го по 17-го века, в том числе Тициан, Рембрандт, Рубенс, Рафаэль, Микеланджело, Пуссен и др.